# Ster (Francorchamps)
Ster is een dorp in de Belgische gemeente Stavelot.
In Stavelot is er ook nog een gehucht met dezelfde naam Ster (Stavelot).

## Geschiedenis
In het begin van de 16e eeuw woonden er meer mensen in het dorp dan in Francorchamps.  Dit bleef tot in de 19e eeuw toen na de opening van nieuwe spoorlijn 44 een station kwam in Francorchamps en niet in Ster omdat de inwoners zich hevig verzet hadden tegen het project.
Tot 1 oktober 1795 behoorde het dorp tot het Abdijvorstendom Stavelot-Malmedy waarna het gebied werd geannexeerd door Frankrijk. Van het einde van het ancien régime tot de fusie van 1977 hoorde het dorp bij de Francorchamps.

## Religie
In 1889 werd een kapel in het dorp gebouwd en het jaar erop ingewijd met als patroonheilige Sint-Hubertus. De kapel hoort tot de parochie van Francorchamps.
Er zijn nog 2 kleinere veldkapellen. De kapel Notre dame de Fatima op de weg Francochamps-Ster en de pseudo-kapel gewijd aan Sint Christoffel.

## Etymologie
Ster betekent een geruimde, ontboste plaats.

## Geografie
Het dorp ligt in de Belgische Ardennen en is gelegen op 2km ten zuiden van afrit 10 van de autosnelweg E42 en 1km noorwesten van Francochamps.  In het oosten ligt het gehucht van Cronchamps.

## Bekende personen
- Jean-Mathieu Nisen (1819-1885) kunstenaar[1]
- Joseph Spoo (1863-1927) luchtvaartpionier[1]

## Trivia
De inwoners worden 'Sterlains' genoemd.